# Żelazów (województwo dolnośląskie)
Żelazów (niem. Eisdorf) – wieś w Polsce położona w województwie dolnośląskim, w powiecie świdnickim, w gminie Strzegom.

## Podział administracyjny
W latach 1975–1998 miejscowość należała administracyjnie do województwa wałbrzyskiego.

## Zabytki

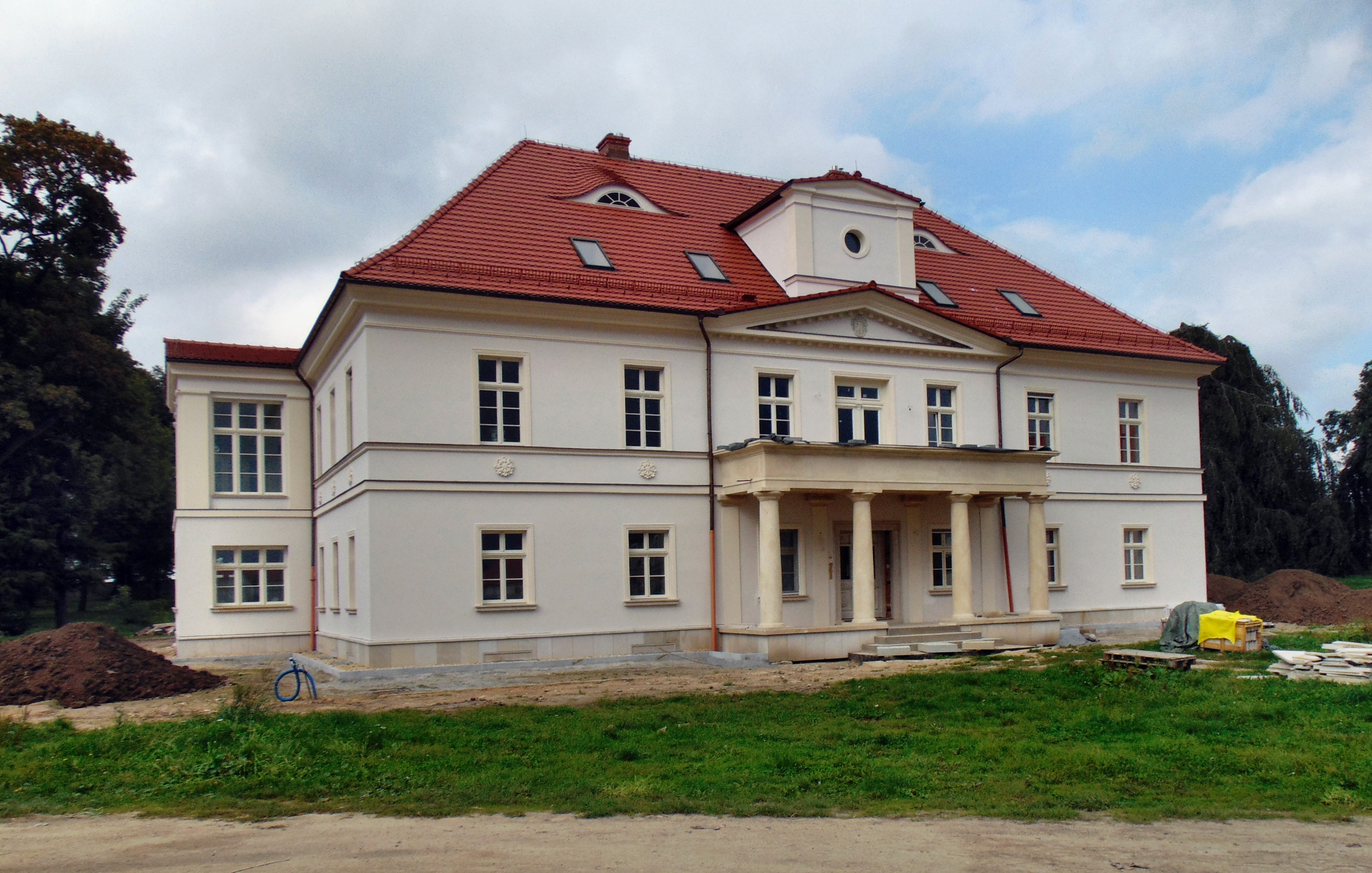
Zespół pałacowy we wsi

Do wojewódzkiego rejestru zabytków wpisany jest:
- zespół pałacowy:
  - pałac, z XVII w., przebudowany po 1820 r.; od frontu posiada portyk ośmiokolumnowy – po dwie kolumny w rzędzie, który wieńczy balkon
  - park, powstały po 1830 r.
  - dom ogrodnika, z około 1800 r.